# Ортохлорити
Ортохлорити (рос. ортохлориты, англ. orthochlorites, нім. Orthochlorite m pl) — групова назва магнезіальних хлоритів з типовою формулою (Mg, Fe2+)6-p(Al, Fe3+)2pSi4-pO10[OH]8. Одна частина тривалентних йонів утворює тетраедричний аніонний комплекс [AlO4]5-, інша — звичайні катіони в октаедричній координації (G.Tschermak, 1890).